# كيربي باتل رويال
كيربي باتل رويال (بالإنجليزية: Kirby Battle Royale)‏ (باليابانية: カービィ バトルデラックス！)، هي لعبة فيديو صدرت في شهر نوفمبر 2017 باليابان والقارة الأوروبية، حيث تم إصدار اللعبة في شهر يناير 2018 بأمريكا الشمالية، وهي من نوع اضربهم برحاً، صدرت حصريا لنظام التشغيل نينتندو 3دي إس، وهي من السلاسل الفرعية لكيربي., plus "The Cake Royale" story mode

## المواقع الخارجية
- الموقع الرسمي